# Слаковци
Слаковци е село в Западна България. То се намира в община Брезник, област Перник.

## География
Село Слаковци се намира на 10 километра на юг от град Брезник.

## История
В съкратен регистър на Пиротския кадилък от 1530 година Слаковче е отбелязано като хас на Бехрам паша, румелийски бейлербей, със 75 домакинства, 5 неженени и 2 вдовици.

## Културни и природни забележителности
В близост до селото се намира язовир Слаковци, който е построен през 1960 година. 
В центъра на селото е разположен паметник на Св. Св. Кирил и Методий, който е единствен на цялата територия на община Брезник.
Дълги години паметникът е бил част от сградата на училището в селото, която е била разрушена. Група радетели за запазването на монумента се събрали и с общи усилия и съдействието на пернишка фирма той бил спасен. Историята на паметника започва няколко години след откриването на местното училище, което е изградено в периода 1939-та – 1940-та година. На мястото, където е бил поставен паметника първоначално е имало друг, който е изобразявал жена, държаща сърп и чук. Атанас Иванчев с неговия баща и брат са направили паметника Свети Свети Кирил и Методий, тъй като  училището в с. Слаковци е носело името на светите братя. Художникът Атанас Иванчев е роден на 7 май 1927 година в село Слаковци. Дарбата му да рисува се проявява от ранна детска възраст. Белият бележник е негов неизменен спътник. Израства с нелекия селски труд, но е изключително добър по характер, вечно усмихнат и много контактен. Тези качества му дават възможност да бъде постоянно сред хората, да изучава техните нрави, бит и обичаи. Отрудените селски хора стават и първите персонажи в ранното му творчество. В периода 1941 – 1946 година учи в електротехникума в град Радомир. През 1948 – 1953 година завършва художествената академия в град София в класа на професор Бежков. Служи в редовете на Българската армия като офицер. Краткият му живот е изпълнен с много трудности и премеждия. Човешкото достойнство и правотата на справедливия живот са нещата, които той изповядва. Този негов мироглед става отражение на неговото творчество. Това му носи много проблеми с тогавашната власт и художествена критика. Работи като началник електроцентрала в град София, но заради нескритата си ненавист към съществуващия режим, което изразява с думи и най-вече с гротеска стигаща до сарказъм в цялото си творчество той е принуден да работи в АЕЦ “Козлодуй”. Въпреки това успява да направи седем самостоятелни изложби в градовете София, Бургас, Враца и Белово. Почива трагично на 2 декември 1977 година в родното си село.
На километър и половина от селото се намира малко летище.

## Личности
Родени в Слаковци
- Димитър Цанев, български революционер от ВМОРО, четник на Михаил Чаков[3]